# Liste der Echo-Pop-Preisträger

Das Echo-Logo

Dieser Artikel listet alle Preisträger des Echo Pop auf.

## Album des Jahres
- 2018:  Ed Sheeran – ÷
- 2017:  Udo Lindenberg – Stärker als die Zeit
- 2016:  Helene Fischer – Weihnachten
- 2015:  Helene Fischer – Farbenspiel
- 2014:  Helene Fischer – Farbenspiel
- 2013:  Die Toten Hosen – Ballast der Republik
- 2012:  Adele – 21
- 2011:  Unheilig – Große Freiheit
- 2010:  Peter Fox – Stadtaffe
- 2009:  Amy Winehouse – Back to Black
- 2008:  Herbert Grönemeyer – 12

## Hit des Jahres
Seit 2005 unter dem Namen Hit des Jahres, davor Single national/international. Zwischen 2001 und 2004 wurde zwischen national und international getrennt.
- 2018:  Ed Sheeran – Shape of You
- 2017:  Drake,  Wizkid &  Kyla – One Dance
- 2016:  Lost Frequencies – Are You with Me
- 2015:  Helene Fischer – Atemlos durch die Nacht
- 2014:  Avicii – Wake Me Up!
- 2013:  Die Toten Hosen – Tage wie diese
- 2012:  Gotye feat.  Kimbra – Somebody That I Used to Know
- 2011:  Israel Kamakawiwoʻole – Somewhere over the Rainbow / What a Wonderful World (postum)
- 2010:  Lady Gaga – Poker Face
- 2009:  Kid Rock – All Summer Long
- 2008:  DJ Ötzi &  Nik P. – Ein Stern (… der deinen Namen trägt)
- 2007:  Silbermond – Das Beste
- 2006:  Madonna – Hung Up
- 2005:  O-Zone – Dragostea din tei
- 2004:  Deutschland sucht den Superstar – We Have a Dream (national) und  RZA feat.  Xavier Naidoo – Ich kenne nichts (das so schön ist wie du) (international)
- 2003:  Herbert Grönemeyer – Mensch (national) und  Las Ketchup – The Ketchup Song (Asereje) (international)
- 2002:  No Angels – Daylight in Your Eyes (national) und  Enya – Only Time (international)
- 2001:  Anton feat. DJ Ötzi – Anton aus Tirol (national) und  Rednex – The Spirit of the Hawk (international)
- 2000:  Lou Bega – Mambo No. 5
- 1999:  Oli.P – Flugzeuge im Bauch
- 1998:  Tic Tac Toe – Warum
- 1997:  Andrea Bocelli &  Sarah Brightman – Time to Say Goodbye
- 1996:  Scatman John – Scatman
- 1995:  Lucilectric – Mädchen
- 1994:  Haddaway – What Is Love
- 1993:  SNAP! – Rhythm Is a Dancer

## Künstler (Pop)
| - 2018: Mark Forster - 2017: Udo Lindenberg - 2016: Andreas Bourani - 2015: Herbert Grönemeyer - 2014: Tim Bendzko - 2013: David Garrett - 2012: Udo Lindenberg - 2011: David Garrett - 2010: Xavier Naidoo - 2009: Udo Lindenberg - 2008: Herbert Grönemeyer - 2007: Roger Cicero - 2006: Xavier Naidoo - 2005: Gentleman - 2004: Sasha - 2003: Herbert Grönemeyer - 2002: Peter Maffay - 2001: Ayman - 2000: Xavier Naidoo - 1999: Marius Müller-Westernhagen - 1998: Nana - 1997: Peter Maffay - 1996: Mark ’Oh - 1995: Marius Müller-Westernhagen - 1994: Herbert Grönemeyer - 1993: Marius Müller-Westernhagen - 1992: Herbert Grönemeyer | - 2018: Ed Sheeran - 2017: Rag ’n’ Bone Man - 2016: Ed Sheeran - 2015: Ed Sheeran - 2014: Robbie Williams - 2013: Robbie Williams - 2012: Bruno Mars - 2011: Phil Collins - 2010: Robbie Williams - 2009: Paul Potts - 2008: James Blunt - 2007: Robbie Williams - 2006: Robbie Williams - 2005: Robbie Williams - 2004: Robbie Williams - 2003: Robbie Williams - 2002: Robbie Williams - 2001: Santana - 2000: Ricky Martin - 1999: Eros Ramazzotti - 1998: Jon Bon Jovi - 1997: Eros Ramazzotti - 1996: Vangelis - 1995: Bryan Adams - 1994: Meat Loaf - 1993: Michael Jackson - 1992: Phil Collins |

## Künstlerin (Pop)
| - 2018: Alice Merton - 2017: Ina Müller - 2016: Sarah Connor - 2015: Oonagh - 2014: Ina Müller - 2013: Ivy Quainoo - 2012: Ina Müller - 2011: Lena Meyer-Landrut - 2010: Cassandra Steen - 2009: Stefanie Heinzmann - 2008: LaFee - 2007: LaFee - 2006: Christina Stürmer - 2005: Annett Louisan - 2004: Yvonne Catterfeld - 2003: Nena - 2002: Sarah Connor - 2001: Jeanette - 2000: Sabrina Setlur - 1999: Blümchen - 1998: Sabrina Setlur - 1997: Blümchen - 1996: Sabrina Setlur - 1995: Marusha - 1994: Doro Pesch - 1993: Sandra - 1992: Pe Werner | - 2018: P!nk - 2017: Sia - 2016: Adele - 2015: Zaz - 2014: Birdy - 2013: Lana Del Rey - 2012: Adele - 2011: Amy Macdonald - 2010: Lady Gaga - 2009: Amy Winehouse - 2008: Nelly Furtado - 2007: Katie Melua - 2006: Madonna - 2005: Anastacia - 2004: Shania Twain - 2003: Shakira - 2002: Dido - 2001: Britney Spears - 2000: Cher - 1999: Céline Dion - 1998: Toni Braxton - 1997: Alanis Morissette - 1996: Madonna - 1995: Mariah Carey - 1994: Bonnie Tyler - 1993: Annie Lennox - 1992: Cher |

## Gruppe (Pop)
| - 2018: Milky Chance - 2017: AnnenMayKantereit - 2016: Pur - 2015: Revolverheld - 2014: The BossHoss - 2013: Die Toten Hosen - 2012: Rosenstolz - 2011: Ich + Ich - 2010: Silbermond - 2009: Ich + Ich - 2008: Die Fantastischen Vier - 2007: Rosenstolz - 2006: Wir sind Helden - 2005: Söhne Mannheims - 2004: Pur - 2003: Die Toten Hosen - 2002: No Angels - 2001: Pur - 2000: Die Fantastischen Vier - 1999: Modern Talking - 1998: Tic Tac Toe - 1997: Die Toten Hosen - 1996: Pur - 1995: Pur - 1994: Die Toten Hosen - 1993: Die Prinzen - 1992: Scorpions | - 2018: Imagine Dragons - 2017: Metallica - 2016: Coldplay - 2015: Pink Floyd - 2014: Depeche Mode - 2013: Mumford & Sons - 2012: Coldplay - 2011: Take That - 2010: Depeche Mode - 2009: Coldplay - 2008: Linkin Park - 2007: Red Hot Chili Peppers - 2006: Coldplay - 2005: Green Day - 2004: Evanescence - 2003: Red Hot Chili Peppers - 2002: Destiny’s Child - 2001: Bon Jovi - 2000: Buena Vista Social Club & Ry Cooder - 1999: Lighthouse Family - 1998: Backstreet Boys - 1997: The Fugees - 1996: The Kelly Family - 1995: Pink Floyd - 1994: Ace of Base - 1993: Genesis - 1992: Queen |

## Künstler/-in oder Gruppe (Rock/Metal/Alternative)
Diese Kategorie besteht in dem Namen seit 2007, vorher hieß sie unter anderem: Industrial, Deutschrock, New Rock, NewRock/Metal/Alternative National/International, Metal, Alternative oder auch Alternative Rock.
| - 2018: Die Toten Hosen - 2017: Broilers - 2016: Frei.Wild - 2015: Unheilig - 2014: Sportfreunde Stiller - 2013: Unheilig - 2012: Rammstein - 2011: Unheilig - 2010: Rammstein - 2009: Die Ärzte - 2008: Die Ärzte - 2007: Sportfreunde Stiller - 2006: Rammstein (Industrial) - 2005: Rammstein (NewRock/Metal/Alternative National/International) - 2004: Wolfsheim (Deutschrock) - 2003: Sportfreunde Stiller (Deutschrock) - 2002: Rammstein (Industrial) - 2001: Guano Apes (New Rock) | - 2016: Iron Maiden - 2015: AC/DC - 2014: Volbeat - 2013: Linkin Park - 2012: Red Hot Chili Peppers - 2011: Linkin Park - 2010: Green Day - 2009: AC/DC - 2008: Nightwish - 2007: Billy Talent - 2006: System of a Down - 2004: Evanescence - 2003: P.O.D. (Alternative) - 2002: Linkin Park (Alternative Rock) - 2001: Limp Bizkit (Metal) |

## Künstler/-in (Schlager/Volksmusik)
Oftmals, wie in den Jahren 2004, 2000, 1999, 1996, 1995, 1994 geschehen, wurden weibliche und männliche Künstler separat prämiert.
- 2018:  Helene Fischer
- 2017:  Andrea Berg
- 2016:  Wolkenfrei
- 2015:  Helene Fischer
- 2014:  Helene Fischer
- 2013:  Helene Fischer
- 2012:  Helene Fischer
- 2011:  Andrea Berg
- 2010:  Andrea Berg
- 2009:  Helene Fischer
- 2008:  DJ Ötzi
- 2007:  Andrea Berg
- 2006:  Semino Rossi
- 2005:  Andrea Berg
- 2004:  Andrea Berg und  Hansi Hinterseer
- 2003:  Andrea Berg
- 2002:  Michelle
- 2001:  Wolfgang Petry
- 2000:  Claudia Jung und  Wolfgang Petry
- 1999:  Michelle und  Wolfgang Petry
- 1998:  Wolfgang Petry
- 1997:  Wolfgang Petry
- 1996:  Howard Carpendale und  Angelika Milster
- 1995:  Claudia Jung und  Helge Schneider
- 1994:  Angela Wiedl und  Rolf Zuckowski
- 1993:  Howard Carpendale und  Nicole

## Gruppe (Schlager/Volksmusik)
In den Jahren 1998–2001 trennte man zwischen Schlager- und Volksmusikgruppen.
- 2018:  Santiano
- 2017:  Andreas Gabalier
- 2016:  Santiano
- 2015:  Andreas Gabalier
- 2014:  Santiano
- 2013:  Santiano
- 2012:  Andreas Gabalier
- 2011:  Die Amigos
- 2010:  Kastelruther Spatzen
- 2009:  Kastelruther Spatzen
- 2008:  Kastelruther Spatzen
- 2007:  Kastelruther Spatzen
- 2006:  Kastelruther Spatzen
- 2005:  De Randfichten
- 2004:  Hansi Hinterseer
- 2003:  Kastelruther Spatzen
- 2001:  Kastelruther Spatzen
- 2000:  Kastelruther Spatzen (Volksmusik) und  Die Flippers (Schlager)
- 1999:  Kastelruther Spatzen (Volksmusik) und  Guildo Horn & die orthopädischen Strümpfe (Schlager)
- 1998:  Kastelruther Spatzen (Volksmusik) und  Dieter Thomas Kuhn & Band (Schlager)
- 1997:  Kastelruther Spatzen
- 1996:  Kastelruther Spatzen
- 1995:  Die Flippers
- 1994:  Brunner & Brunner
- 1993:  Kastelruther Spatzen

## Künstler/-in oder Gruppe (Hip-Hop/R&B)
Bis 2008 national/international, ab 2009 nur noch national, seit 2014 wieder national/international
- 2018:  Kollegah &  Farid Bang
- 2017:  Beginner
- 2016:  Kollegah (national) und  Dr. Dre (international)
- 2015:  Kollegah
- 2014:  Max Herre (national) und  Eminem (international)
- 2013:  Cro
- 2012:  Casper
- 2011:  Eminem
- 2010:  Jan Delay
- 2009:  Peter Fox
- 2008:  Bushido (national) und  50 Cent (international)
- 2007:  Bushido (national) und  Eminem (international)
- 2006:  Fettes Brot (national) und  50 Cent (international)
- 2005:  Die Fantastischen Vier (national) und  Eminem (international)
- 2004:  Seeed (national) und  50 Cent (international)
- 2003:  Gentleman (national) und  Eminem (international)
- 2002:  Samy Deluxe (national) und  D12 (international)
- 2001:  Dynamite Deluxe (national) und  Eminem (international)

## Künstler/-in oder Gruppe (Club/Dance/Techno)
In den Jahren 2001–2003 trennte man zwischen national und international. Von 1994 bis 2005 wurden die besten Dance-Songs ausgezeichnet, seit 2012 werden die besten Dance-Alben ausgezeichnet.
- 2018:  Robin Schulz – Uncovered
- 2017:  Alle Farben – Music Is My Best Friend
- 2016:  Robin Schulz – Sugar (national) und  Lost Frequencies – Are You with Me (international)
- 2015:  Robin Schulz – Prayer (national) und  David Guetta – Listen (international)
- 2014:  Avicii – True
- 2013:  Deichkind – Befehl von ganz unten
- 2012:  David Guetta – Nothing but the Beat
- 2005:  Eric Prydz – Call on Me
- 2004:  Scooter – Maria (I Like It Loud)
- 2003:  Scooter – Nessaja (national) und  Mad’House – Like a Prayer (international)
- 2002:  Schiller mit  Heppner – Dream of You (national) und  Safri Duo – Played-A-Live (The Bongo Song) (international)
- 2001:  ATC – Around the World (La La La La La) (national) und  Bomfunk MC’s – Freestyler (international)
- 2000:  Loona – Mamboleo
- 1999:  Loona – Bailando
- 1998:  Bellini – Samba de Janeiro
- 1997:  Mr. President – Coco Jamboo
- 1996:  La Bouche – Be My Lover
- 1995:  Magic Affair – Omen III
- 1994:  Haddaway – What Is Love

## Crossover
- 2016:  Helene Fischer – Weihnachten
- 2015:  Lindsey Stirling – Shatter Me
- 2014:  Lindsey Stirling – Lindsey Stirling
- 2013:  Wise Guys – Zwei Welten
- 2012:  Michael Bublé – Christmas
- 2001:  Helmut Lotti – Out of Africa (Crossover Klassik)

## Nachwuchspreis (Newcomer)
Zusätzlich zum Nachwuchspreis (Newcomerpreis) gab es früher verschiedene Nachwuchspreise wie: Radio-Nachwuchs-Preis, Berliner Nachwuchspreis und Hamburger Nachwuchspreis.
| - 2018: Wincent Weiss - 2017: AnnenMayKantereit - 2016: Joris - 2015: Oonagh - 2014: Adel Tawil - 2013: Cro - 2012: Tim Bendzko - 2011: Lena Meyer-Landrut - 2010: The Baseballs - 2009: Thomas Godoj - 2008: Mark Medlock - 2007: LaFee - 2006: Tokio Hotel - 2005: Silbermond - 2004: Wir sind Helden und Wir sind Helden (Radio-Nachwuchs-Preis) - 2003: Wonderwall und Mellow Mark (Radio-Nachwuchs-Preis) - 2002: Seeed - 2001: Ayman und Lexy & K-Paul (Berliner Nachwuchspreis) - 2000: Sasha und Ferris MC (Hamburger Nachwuchspreis) - 1999: Xavier Naidoo und Die 3. Generation (Hamburger Nachwuchspreis) - 1998: Nana und Vivid (Hamburger Nachwuchspreis) - 1997: Fools Garden - 1996: Fettes Brot - 1995: Six Was Nine - 1994: Illegal 2001 - 1993: Die Fantastischen Vier - 1992: Pe Werner | - 2018: Luis Fonsi - 2017: Rag ’n’ Bone Man - 2016: James Bay - 2015: The Common Linnets - 2014: Beatrice Egli - 2013: Lana Del Rey - 2012: Caro Emerald - 2011: Hurts - 2010: Lady Gaga - 2009: Amy Macdonald - 2008: Mika - 2007: Billy Talent - 2006: James Blunt - 2005: Katie Melua - 2004: The Rasmus - 2003: Avril Lavigne - 2002: Alicia Keys - 2001: Anastacia - 2000: Bloodhound Gang - 1999: Eagle-Eye Cherry - 1998: Hanson - 1997: Spice Girls - 1996: Alanis Morissette |

## Live-Act (national)
- 2016: Helene Fischer
- 2015: Andrea Berg
- 2014: Die Toten Hosen
- 2013: Peter Maffay
- 2012: Herbert Grönemeyer
- 2011: Ich + Ich
- 2010: Silbermond
- 2009: Die Toten Hosen
- 2008: Bushido
- 2007: Silbermond
- 2006: Bushido
- 2005: Rammstein

## Musik-DVD-Produktion
2002 unter dem Namen Musik Home Video DVD.
- 2016:  Helene Fischer – Farbenspiel Live – Die Stadion-Tournee / Weihnachten – Live aus der Hofburg Wien
- 2015:  Helene Fischer – Farbenspiel – Live 2014
- 2014:  Die Ärzte – Die Nacht der Dämonen – live
- 2013:  Helene Fischer – Für einen Tag – Live 2012
- 2012:  Udo Lindenberg – MTV Unplugged – Live aus dem Hotel Atlantic
- 2011:  David Garrett – Rock Symphonies – Open Air – Live
- 2010:  Helene Fischer – Zaubermond – live
- 2009:  Helene Fischer – Mut zum Gefühl – live
- 2008:  Böhse Onkelz – Vaya con Tioz
- 2007:  Pink Floyd – Pulse
- 2006:  AC/DC – Family Jewels
- 2005:  Die Ärzte – Die Band, die sie Pferd nannten
- 2004:  Herbert Grönemeyer – Mensch Live
- 2002:  Herbert Grönemeyer – Stand der Dinge
- 2001:  Herbert Grönemeyer – Stand der Dinge

## Radio Echo (National)
- 2016: Joris – Herz über Kopf
- 2015: Andreas Bourani – Auf uns
- 2014: Christina Stürmer – Millionen Lichter
- 2013: Roman Lob – Standing Still
- 2012: Jupiter Jones – Still
- 2011: Silbermond – Krieger des Lichts

## Videoclip (national)
2004 unter dem Namen Bestes Nationales Newcomer-Video.
- 2018: Beatsteaks feat. Deichkind – L auf der Stirn
- 2017: Von Wegen Lisbeth – Bitch
- 2016: Udo Lindenberg – Durch die schweren Zeiten
- 2015: Kraftklub – Unsere Fans
- 2014: Y-Titty – Halt dein Maul
- 2013: Lena Meyer-Landrut – Stardust
- 2012: 23 (Projekt von Sido und Bushido) – So mach ich es
- 2011: Rammstein – Ich tu dir weh
- 2010: Sido – Hey Du
- 2009: Rosenstolz – Gib mir Sonne
- 2008: Tokio Hotel – Spring nicht
- 2007: Tokio Hotel – Der letzte Tag
- 2005: Jeanette – Run with Me
- 2004: Wir sind Helden – Müssen nur wollen
- 2003: No Angels – Something About Us
- 2002: Sasha – Here She Comes Again
- 2001: Die Ärzte – Manchmal haben Frauen …
- 2000: Echt – Du trägst keine Liebe in dir
- 1999: Guano Apes – Lords of the Boards
- 1998: Rammstein – Engel
- 1997: Die Toten Hosen – Zehn kleine Jägermeister
- 1996: Die Fantastischen Vier – Sie ist weg
- 1995: Selig – Wenn ich wollte
- 1994: Die Prinzen – Alles nur geklaut
- 1993: Marius Müller-Westernhagen – 7+1
- 1992: Marius Müller-Westernhagen – Westernhagen live

## Kritikerpreis (national)
- 2018: Haiyti – Montenegro Zero
- 2017: Beginner – Advanced Chemistry
- 2016: Joris – Hoffnungslos hoffnungsvoll
- 2015: Deichkind – Niveau weshalb warum
- 2014: DJ Koze – Amygdala
- 2013: Kraftklub – Mit K
- 2012: Modeselektor – Monkeytown
- 2011: Pantha du Prince – Black Noise
- 2010: Jan Delay – Wir Kinder vom Bahnhof Soul
- 2009: Peter Fox – Stadtaffe

## Lebenswerk
- 2018:  Klaus Voormann
- 2017:  Marius Müller-Westernhagen
- 2016:  Puhdys
- 2015:  Nana Mouskouri
- 2014:  Yello
- 2013:  Hannes Wader (national) und  Led Zeppelin (international)
- 2012:  Wolfgang Niedecken
- 2011:  Annette Humpe
- 2010:  Peter Maffay
- 2009:  Scorpions
- 2008:  Rolf Zuckowski
- 2007:  Ralph Siegel
- 2006:  Peter Kraus
- 2005:  Michael Kunze
- 2004:  Howard Carpendale
- 2003:  Can
- 2002:  Caterina Valente
- 2001:  Fritz Rau
- 2000:  Hildegard Knef
- 1999:  Falco
- 1998:  Comedian Harmonists
- 1997:  Frank Farian
- 1996:  Klaus Doldinger
- 1995:  James Last
- 1994:  Udo Jürgens
- 1993:  Reinhard Mey
- 1992:  Udo Lindenberg

## Handelspartner (national)
Preisträger sind Verkaufsstellen von Musik, welche auf einem hohen Niveau die Waren anbieten.
- 2018: Apple Music
- 2017: Dussmann, das Kulturkaufhaus, Berlin
- 2016: Spotify
- 2015: Media Markt Hamburg-Harburg
- 2014: Michelle Records (Hamburg)
- 2013: Expert AG
- 2012: aktiv Musik Marketing
- 2011: iTunes Store
- 2010: Amazon.de
- 2009: Saturn Köln, Hansaring
- 2008: jpc-schallplatten Versandhandelsgesellschaft mbH
- 2007: EMP Merchandising
- 2006: Amazon.de
- 2005: Pressezentrum Lübeck
- 2004: Müller (Handelskette), Filiale Nürnberg
- 2003: Saturn Hamburg, Mönckebergstraße
- 2002: Saturn Düsseldorf, Königsallee
- 2001: HMV Oberhausen
- 2000: Dussmann, das Kulturkaufhaus, Berlin
- 1999: Saturn Köln, Hansaring
- 1998: Die Rille, Siegen
- 1997: L+P, Berlin
- 1996: Prinz
- 1995: Firma Sito, Lüneburg
- 1994: Firma Knie, Wiesbaden
- 1993: RIMPO, Tübingen
- 1992: Das Ohr, Münster

## Medienpartner des Jahres (national)
Bis 2004 Mediamann /-frau des Jahres
- 2018: Alexander Schulz (Reeperbahn Festival)
- 2017: Popakademie Baden-Württemberg
- 2016: aspekte
- 2015: VOX, Talpa Germany / Xavier Naidoo, Sasha, Gregor Meyle, Roger Cicero, Sandra Nasić, Andreas Gabalier, Sarah Connor (Sing meinen Song – Das Tauschkonzert)
- 2014: Circus HalliGalli
- 2013: Flux FM
- 2012: Inas Nacht
- 2011: Unser Star für Oslo (Brainpool, Stefan Raab, die ARD und ProSieben)
- 2010: SWR3
- 2009: RTL II, The Dome
- 2008: Radio Fritz
- 2007: Bravo
- 2006: 1 Live
- 2005: Stefan Raab (Bundesvision Song Contest)
- 2004: Werner Kimmig
- 2003: Radio Eins
- 2002: Jörg A. Hoppe / Christoph Post
- 2001: Christiane zu Salm
- 2000: Hans R. Beierlein
- 1999: Jürgen von der Lippe
- 1998: Claus-Dieter Grabner
- 1997: Uwe Lechner
- 1996: Redaktion Rolling Stone (Jörg Gülden / Bernd Gockel)
- 1995: Dr. Rudolf Henermann
- 1994: Peter Rüchel
- 1993: Karlheinz Kögel
- 1992: Dieter Gorny

## Nationaler Künstler/-in oder Gruppe im Ausland
- 2016: Robin Schulz
- 2015: Milky Chance
- 2013: Unheilig
- 2012: Rammstein
- 2011: The Baseballs
- 2000: Lou Bega
- 1999: Rammstein
- 1998: Mr. President
- 1997: Enigma
- 1996: Real McCoy
- 1995: Enigma
- 1994: Culture Beat
- 1993: SNAP!
- 1992: Enigma

## Produzent (national)
- 2018: Peter Keller
- 2017: Andreas Herbig, Henrik Menzel und Peter „Jem“ Seifert
- 2016: Alex Christensen
- 2015: Michael Herberger
- 2014: Erich Ließmann
- 2013: Vincent Sorg und Die Toten Hosen
- 2012: Andreas Herbig, Henrik Menzel und Peter Seifert
- 2011: Henning Verlage, Der Graf und Kiko Masbaum (Unheilig Produzententeam)
- 2010: Adel Tawil, Annette Humpe, Peter Seifert, Florian Fischer, Sebastian Kirchner und Andreas Herbig (Ich + Ich Produzententeam)
- 2009: Peter Fox und The Krauts
- 2008: Andreas Herbig
- 2007: Frank Ramond und Matthias Haß
- 2006: Patrik Majer
- 2005: Stefan Raab
- 2004: Dieter Bohlen
- 2003: Alex Silva
- 2002: Axel Breitung
- 2001: Alex Christensen
- 2000: Stefan Raab
- 1999: Moses Pelham und Martin Haas
- 1998: Bülent Aris und Toni Cottura
- 1997: Stefan Raab
- 1996: Annette Humpe
- 1995: Klaus Jankuhn
- 1994: Torsten Fenslau
- 1993: Marius Müller-Westernhagen

## Ehemalige Kategorien

### Comedy (national)
- 2001: Michael Mittermeier
- 2000: Mundstuhl
- 1999: Rüdiger Hoffmann
- 1998: Badesalz
- 1997: Otto Waalkes
- 1996: Die Doofen

### Jazz
Seit 2010 als eigener → ECHO Jazz
- 2009:  Till Brönner – Rio
- 2008:  Till Brönner – The Christmas Album
- 2007:  Till Brönner – Oceana
- 2006:  Michael Bublé – It’s Time
- 2005:  Diana Krall – The Girl in the Other Room
- 2004:  Götz Alsmann – Tabu!
- 2003:  Norah Jones – Come Away with Me
- 2002:  Diana Krall – Look of Love
- 2001:  Hellmut Hattler – No Eats Yes
- 2000:  Buena Vista Social Club – Buena Vista Social Club
- 1999:  Herbie Hancock – Gershwin's World
- 1998:  Klaus Doldinger – Das Boot
- 1997:  Paco de Lucía,  Al Di Meola und  John McLauglin – Heart of the Immigrants
- 1996:  Jazzkantine – Heiß und fettig
- 1995:  Roy Hargrove Quintet – Family
- 1994:  Aziza Mustafa Zadeh – Always

### Klassik
Seit 1994 als eigener → ECHO Klassik
- 1993:  Deborah Sasson (national) und  Nigel Kennedy (international)
- 1992:  Anne-Sophie Mutter (national) und  Claudio Abbado (international)

### Künstler Page
- 2003:  Rosenstolz
- 2002:  Guano Apes

### Marketing (national)
- 2004: EMI und Virgin Records (Wir sind Helden)
- 2003: EMI (Project Grönemeyer)
- 2002: Tom Bohne und Polydor (No Angels)
- 2001: Virgin Records (Reamonn)
- 2000: Alexander Abraham (Echt)
- 1999: Thomas Hofmann (Xavier Naidoo)[1]
- 1998: Motor Music (Rammstein)
- 1997: Sony Music (Der kleine Eisbär)
- 1996: Sony Music (Selig)
- 1995: Marius Müller-Westernhagen (Affentheater)
- 1994: Virgin Records (Die Toten Hosen)
- 1993: Genesis (Virgin Records / VW-Aktion)
- 1992: Enigma und Virgin Records

## Weitere verschiedene Preisträger
- 2018:
  -  PEACE by PEACE von Fetsum und Tedros „Teddy“ Twelde (Sonderpreis für soziales Engagement)
- 2017:
  -  Viva con Agua (Sonderpreis für soziales Engagement)
  -  Lutz Neugebaue
- 2016:
  -  Kollegah (Bester interaktiver Act)
  -  Roland Kaiser (Sonderpreis für soziales Engagement)
- 2015:
  -  Kollegah (Bester interaktiver Act)
  -  Udo Lindenberg (Sonderpreis für soziales Engagement)
- 2014:
  -  Peter Maffay (Sonderpreis für soziales Engagement)
- 2013:
  -  Daniel Barenboim (Sonderpreis für soziales Engagement)
- 2012:
  -  Der Graf (Sonderpreis für die Aktion „Die Grafschaft“ zugunsten des Vereins Herzenswünsche e.V.)
- 2011
  -  Gerd Gebhardt (Sonderpreis für die Verdienste um die deutsche Musikwirtschaft)
  -  Silbermond (Sonderpreis für soziales Engagement)
- 2010
  -  Rea Garvey (Sonderpreis für soziales Engagement)
- 2009
  -  Rosenstolz (Ehrenpreis für soziales Engagement)
  -  Bear Family Records (Sonderpreis für besondere Verdienste um die Musik)
  -  Lionel Richie/Motown (Sonderpreis für das herausragende musikalische Gesamtwerk)
- 2008
  -  Dieter Thomas Heck (Sonderpreis für besondere Verdienste für die deutsche Musik)
- 2007
  -  Yusuf Islam (Sonderpreis für das Lebenswerk als Musiker und Botschafter zwischen den Kulturen)
  -  Bono (Sonderpreis für globales Engagement)
- 2006
  -  Bob Geldof (Besondere musikalische Leistungen)
- 2005
  -  Schnappi (Joy Gruttmann und Iris Gruttmann): Schnappi, das kleine Krokodil (Download-Titel)
- 2003
  -  Amazon.de (Musik-Page)
- 2002
  -  3p (Label-Page)
- 2000
  -  André Rieu (Sonder-Echo)
- 1998
  -  Andrea Bocelli (Sonder-Echo)
- 1995
  -  Peter Maffay: Tabaluga (Sonder-Echo)
- 1994
  -  Hans Zimmer: Das Geisterhaus (Filmmusik national)